# Metta-Sutta
Das Metta-Sutta ist eine Lehrrede (Sanskrit: Sutra) des Buddha über die Güte (Pali: mettā, Sanskrit: Maitrī). In der buddhistischen Literatur wird das Sutta im Palikanon der Khuddaka-Nikaya (Sammlung der kurzen Lehrreden) zugeordnet. Es ist dort im Buch Sutta-Nipata enthalten. Das Metta-Sutta wird vor allem in  Sri Lanka und Südostasien häufig rezitiert.
Die Lehrrede formuliert den Wunsch, dass alle Wesen glücklich, sicher und zufrieden sein mögen und ermutigt den Zuhörer dazu, selbst immer mehr Güte, Liebe und Mitgefühl zu entwickeln.
Ein bekannter Vers lautet:

„Wie eine Mutter ihren eigenen Sohn,
Ihr einzig Kind mit ihrem Leben schützt,

So möge man zu allen Lebewesen
Entfalten ohne Schranken seinen Geist!“